# Colette Álvarez Urbajtel
Colette Álvarez Urbajtel Erlich (París; 1934-Ciudad de México; 28 de noviembre de 2020) fue una fotógrafa franco-mexicana, cuyo trabajo, en su mayoría de la vida diaria, fue en blanco y negro hasta 1990. Su obra ha sido exhibida ampliamente tanto en México como en el extranjero. Ha sido reconocida con una membresía en el Salón de la Plástica Mexicana.   

## Biografía
Álvarez Urbajtel nació en París en 1934. Estudió en la Facultad de Derecho y en el Instituto de Estudios Políticos durante los cincuenta en Francia. Llegó a México en 1959 en el marco de un intercambio cultural franco-mexicano para hacer una tesis de doctorado en Economía. Para este viaje, su hermano le regaló su primera cámara, que la acompañó en sus primeras experimentaciones. Vivió en México desde 1962, donde se casó con el fotógrafo Manuel Álvarez Bravo. Fue su asistente e impresora y ha contribuido a difundir su obra. De 1969 a 1981 trabajó como administradora, asistente y fotógrafa en el Fondo Editorial de la Plástica Mexicana fundado por Manuel Álvarez Bravo, Rafael Carrillo, Carlos Pellicer y Leopoldo Méndez.
Empezó a residir de forma permanente en México en 1962.
Frecuentemente acompañó a Álvarez Bravo en sus excursiones en la Ciudad de México y otras partes de país. A través de su esposo tuvo contacto con otros artistas y fotógrafos como Henri Cartier-Bresson, Jacques Henri Lartigue,  Josef Koudelka, Paul Strand y  André Kertész. El matrimonio duró hasta la muerte de Álvarez Bravo en el 2002.
Álvarez Urbajtel falleció el 28 de noviembre de 2020 en México, ciudad donde residía. Tenía ochenta y seis años.

## Carrera
Su trabajo ha sido exhibido en México y el extranjero, en exhibiciones individuales y colectivas. Su primera exhibición colectiva fue en la Galería José Clemente Orozco en 1975 y su primera exhibición individual fue en la Casa del Lago (UNAM) en el mismo año. Algunas exhibiciones destacables desde entonces incluyen las realizadas en la Galería Midtown, Nueva York (1976), La Esmeralda (1979), Salón de la Plástica Mexicana (1980, 1990 and 2007), Galería des Femmes, París (1983), en la ciudad de Mérida (1989), Witkin Gallery (1990 y 1997) con la Alianza Francesa en varias ocasiones, el Museo de Arte Carrillo Gil (1981 y 1990-1991), Agathe Gaillard Gallery, París (1990), Zelda Cheatle Gallery, Londres (1990), la Escuela Activa de Fotografía (1994), el Centro de la Imagen (2007), Galería Juan Martín (2008) y la Casa de Francia (2008, 2010).
Sus obras y las de su esposo fueron presentadas juntas en varias ocasiones, entre ellas, una en la Galería de Fotografía Contemporánea (1994-1995) y en la Galería Rose en Santa Mónica, CA (1995).
De 1995 a 1997, la Secretaría de Relaciones Exteriores envió una exhibición de su trabajo como parte de cuatro mujeres fotógrafas en varias ciudades en Japón, China y Australia. También participó en exhibiciones colectivas en  Guadalajara, Mérida, Tucson, Pasadena, Havana, París, Prague y Arlés, Francia.
Ha tenido dos retrospectivas de su trabajo:" Una extraña familiaridad" en el  Salón de la Plástica Mexicana en 2007 y Setenta y dos y sereno en el Centro de Imagen (Ciudad de México) en 2007. Fue aceptada como miembro del Salón de la Plástica Mexicana.
Su trabajo ha sido presentado en el libro "Cuatro mujeres mexicanas fotógrafas" : Graciela Iturbide, Mariana Yampolsky, Colette Alvarez Urbajtel, Lola Alvarez Bravo (1996) así como Mujeres del Salón de la Plástica Meixcana (2014) y puede ser encontrado en las colecciones del Museo de Arte Moderno en Nueva York y el Instituto Ucraniano de América.
La artista ha contribuido a la Revista de Bellas Artes en 1976 y en libros como Skulptur im Licht en Alemania (1997), Los niños de México (1981), "Luz y tiempo, colección fotográfica formada por Manuel Álvarez Bravo para Fundación Cultural Televisa (1995). Trabajó como administradora, asistente y fotógrafa para el Fondo Editorial de la Plástica Mexicana de 1969 a 1981. Ha publicado dos de sus obras en la vida y obra de su esposo, Polaroids / Manuel Alvarez Bravo  en 2005 y Manuel Alvarez Bravo: Photopoetry en 2008.

## Carrera artística
Establece que la fotografía llegó a ella de manera natural, ya que cuando era niña le gustaba deambular por las calles y grabar escenas en su mente de las personas comprando pan, el diseño de los árboles en la calle y el acomodo de lugares como el Place Jussieu o el Sainte Genevieve Plaza.
Tiende a fotografiar el mundo que la rodea en su vida diaria. Su trabajo se enfoca en escenas tranquilas y actividades diarias, algunas veces imágenes irónicas o divertidas de su familia, plantas, animales e insectos. Generalmente evita cosas dañinas o negativas, constantemente cortando severamente sus impresiones para eliminar lo que no le agrada.  Considera que la composición es instintiva, más que algo que se enseña.
Ha tenido diversas cámaras y dominado varias técnicas de fotografías en blanco y negro, platinum print, color desde 1990 y digital desde 2003. Sus obras anteriores y más extensas han sido en blanco y negro en diversos formatos.